# 김진영 (1938년)
김진영(金振永, 1938년 7월 3일 ~ )은 대한민국의 군인 겸 정치인이다.

## 생애

### 출생과 관향 및 아호, 그리고 어린 시절
아호(雅號)는 홍산(洪山)이고, 본관(관향)은 김해(金海)이다.
육사 17기 및 하나회 출신인 그는 경상남도 거제군에서 출생하였고 지난날 한때 경상남도 김해군 김해읍에서 잠시 유아기를 보낸 적이 있으며 경상남도 통영군 충무읍에서 성장하였다.

### 경력
- 1968년부터 1969년까지 베트남 전쟁에 1년간 참전하였다.
- 1979년 육군 수도경비사령부 예하 제33경비단장.
- 1979년 육군 수도경비사령부 작전참모.
- 1980년 육군 수도경비사령부 작전처 처장. 준장 진급.
- 1981년 대한민국 대통령 경호실 차장보를 지냄으로써 3년간 정치인의 길을 행보.
- 1984년 육군 수도사단 사단장. 소장 진급.
- 1986년 대한민국 육군제3사관학교 교장.
- 1987년 대한민국 육군 수도경비사령부 사령관. 중장 진급.
- 1988년 대한민국 육군 교육사령부 사령관.
- 1990년 한미연합사령부 부사령관. 대장 진급.
- 1991년 제29대 대한민국 육군참모총장.
- 1993년 육군참모총장 직위 퇴임과 동시에 육군 대장 예편.
- 1993년 인하대학교 행정학과 초빙교수(1993년 8월).
- 1994년 인하대학교 행정학과 초빙교수 직위 퇴임(1994년 2월).
- 1995년 자유민주연합 국가외교행정특보위원(1995년 7월)
- 1995년 자유민주연합 국가외교행정특보위원 직위 퇴임(1996년 9월).
- 1995년 '12·12 및 5·18 특별법'에 의하여 구속 수감.
- 1997년 4월 17일, 재판 끝에 군사반란중요임무종사죄로 징역 2년형을 선고받고 그 서훈이 박탈됨.
- 1998년 2월, 복역 중 특별사면 석방됨.
- 2000년 자유민주연합 전임고문(2000년 7월).
- 2001년 자유민주연합 전임고문 직위 퇴임(2001년 1월).
- 대한민국 예비역 장성모임 성우회 고문
- 사단법인 대한노인회 고문

## 미디어 매체
- 박민이 - 2023년 영화 《서울의 봄》

## 참고 자료
- 합동참모본부 보관됨 2019-12-20 - 웨이백 머신